# Teatro Auditorio Buero Vallejo
El Teatro Auditorio Buero Vallejo és un complex teatral situat en el carrer Cifuentes, número 30, de Guadalajara, (Castella - la Manxa), inaugurat el 20 de desembre de 2002. Disposa de la Sala principal amb 1.003 butaques, la Sala Tragaluz amb 133 butaques i un Cabaret Cafè. El nom l'agafa del dramaturg Antonio Buero Vallejo, nascut en aquest capital.